# L'Île du docteur Moreau (film, 1977)
Pour les articles homonymes, voir L'Île du docteur Moreau.
Pour plus de détails, voir Fiche technique et Distribution.
L'Île du docteur Moreau (The Island of Dr. Moreau) est un film américain de Don Taylor sorti en 1977. Il est adapté du roman du même nom de H. G. Wells.
Deux hommes naufragés sur une île lointaine et inconnue sont attaqués et pris en chasse par de mystérieuses créatures. Après avoir été secouru par le docteur Moreau et son assistant Montgomery qui vivent sur l'île, le naufragé survivant Andrew Braddock découvre progressivement que le docteur Moreau pratique de cruelles expériences génétiques sur des animaux sauvages qu'il tente de transformer en créatures mi-homme, mi-bête. À la suite de l'arrivée de Braddock, ces créatures vont se rebeller contre le docteur Moreau.

## Synopsis
En 1911, après que leur navire a coulé, Andrew Braddock et deux compagnons sont sur un canot de sauvetage en plein océan Pacifique. Au 17e jour en pleine mer, un des trois hommes décède. Braddock et son compagnon le jettent à la mer puis échouent sur une île, qu'ils vont se mettre à explorer. Mais le compagnon de Braddock est tué sauvagement par d'étranges créatures, monstrueuses et effrayantes. Braddock en réchappe de justesse et parvient sain et sauf jusqu'à une enceinte administrée par le docteur Moreau. S'y trouvent également son associé nommé Montgomery, un serviteur muet et difforme nommé M'Ling et une ravissante jeune femme nommée Maria. Moreau conseille à Braddock de ne pas quitter l'enceinte au coucher de soleil.
Au matin, Braddock prend son arme et sort de l'enceinte, cherchant à revoir les créatures qui l'ont attaqué. Il explore une grotte et découvre plusieurs de ces créatures. Au moment où ils sont sur le point de prendre le dessus sur Braddock, le docteur Moreau apparaît et intervient. Parmi ces créatures, qui s'avèrent appartenir au docteur ou être sous son influence, le "Porte-parole de la Loi" est la seule qui peut dire quelque chose. Moreau lui propose alors de réciter les trois lois (ne jamais marcher à quatre pattes, ne pas dévorer de la chair humaine, ne pas attaquer ni tuer).
Plus tard, lorsque l'homme-taureau a sans doute tué un tigre, Moreau va le châtier en le ramenant à la "maison de la douleur" qui est le laboratoire où il administre des châtiments à ses créatures. L'homme-taureau s'échappe. Braddock le retrouve en pleine jungle, grièvement blessé, qui supplie Braddock de le tuer plutôt que retourner au laboratoire. Braddock l'abat et cela provoque la colère des créatures, car Braddock a ainsi enfreint la 3e loi.
Après avoir compris que Moreau est un psychopathe, Braddock organise un plan pour quitter l'île avec sa bien-aimée Maria. Mais Moreau parvient à les neutraliser et ligote Braddock à la table dans le laboratoire. Il lui injecte un sérum qui va faire de Braddock un monstre sur lequel il va pouvoir mener ses expériences. Dans la cage, Braddock résiste pour rester humain. Montgomery s'interpose pour tenter de l'aider, mais Moreau l'abat.
En dehors de l'enceinte, les créatures sont en colère et se révoltent contre Moreau qui a tué Montgomery : il a enfreint sa propre règle. Moreau est mortellement blessé par ses monstres devant le portail. Ceux-ci se déchaînent et tentent de s'introduire dans l'enceinte pour détruire la "Maison de la douleur".
Braddock est délivré par Maria. Alors que les monstres emmènent Moreau, Braddock les chasse à coups de feu. Mais Moreau succombe à ses blessures et Braddock utilise alors son cadavre pour faire une diversion et s'échapper de l'enceinte. Finalement, les créatures s'y introduisent, saccagent et brûlent tout ce qu'il y a à l'intérieur. Les animaux sauvages que Moreau a enfermés dans des cages pour ses expériences sont délivrés par les créatures, mais les animaux et les créatures s'entre-tuent. Certaines créatures sont tuées par les animaux, d'autres brûlées dans l'incendie. Le Porte-parole de la Loi est tué par un tigre, l'homme-ours est tué par une panthère noire et l'homme-lion, par un lion normal. Pendant l'évasion de Braddock et Maria, M'Ling sacrifie sa vie pour sauver ses compagnons des griffes du lion. 
Braddock et Maria tentent de quitter l'île en utilisant le canot de sauvetage de Braddock et de ses compagnons de naufrage, mais l'homme-hyène, rescapé de la destruction de l'enceinte du docteur Moreau, attaque les deux survivants. Braddock le tue avec une rame brisée. Au loin, l'enceinte est réduite en cendres. Puis Braddock et Maria aperçoivent un navire. Redevenu humain, Braddock appelle le navire à l'aide pour qu'il vienne les chercher.

## Fiche technique
- Réalisateur : Don Taylor
- Scénaristes : John Herman Shaner Al Ramrus d'après un roman de H. G. Wells
- Titre original : The Island of Dr. Moreau
- Photographie : Gerry Fisher et Ronnie Taylor (seconde équipe)
- Musique : Laurence Rosenthal
- Costumes : Emma Porteous
- Producteur : John Temple-Smith , Skip Steloff
- Producteur Exécutif : Samuel Z. Arkoff
- Date de sortie : 13 juillet 1977[Où ?]
- Genre : aventure, thriller, fantastique
- Durée : 94 minutes
- interdit aux moins de 12 ans
- Affiche : Michel Landi (France)

## Distribution
- Burt Lancaster (VF : Jean Davy) : Paul Moreau
- Michael York (VF : Maurice Sarfati) : Andrew Braddock
- Nigel Davenport (VF : Edmond Bernard) : Montgomery
- Barbara Carrera (VF : Évelyn Séléna) : Maria
- Richard Basehart (VF : William Sabatier) : le porte-parole de la Loi
- Nick Cravat : M'Ling
- The Great John L. : l'homme-sanglier
- Bob Ozman (VF : Henry Djanik) : l'homme-taureau
- Fumio Demura : l'homme-hyène
- Gary Baxley : l'homme-lion
- John Gillespie : l'homme-tigre
- David S. Cass Sr. : l'homme-ours

## Production
Le film a été tourné à Sainte-Croix dans les îles Vierges américaines.

## Distinctions
- Nomination au Saturn Award du meilleur film de science-fiction, par l'Académie des films de science-fiction, fantastique et horreur